# Suberites topsenti
Suberites topsenti är en svampdjursart som först beskrevs av Burton 1929.  Suberites topsenti ingår i släktet Suberites och familjen Suberitidae. Inga underarter finns listade i Catalogue of Life.